# Dàlia Itzik
Dalia Itzik (en hebreu: דליה איציק), (Jerusalem, Israel, 20 d'octubre de 1952) és una política israeliana, membre del partit Qadima. Itzik va ser la presidenta del parlament israelià durant la XVII legislatura de la Kenésset (entre els anys 2006 i 2009). Anteriorment fou ministra havia estat diputada de la Kenésset quan militava en el Partit laborista israelià. En 2007 va ocupar durant mig any de forma interina el càrrec de Presidenta d'Israel, degut a la dimissió Moixé Qatsav. Dàlia Itzik va néixer a Jerusalem i la seva família és d'origen iraquià.

## Carrera política
Abans de ser triada al décimotercer Kneset en 1992, va servir com a diputada de Jerusalem. Durant molt temps va ser membre del Partit Laborista Israelià, però en el 2006 es va unir al recentment format partit Qadima d'Ariel Xaron.
Després de la victòria electoral del partit Qadima, Itzik fou escollida com a Presidenta de la Kenésset el 14 de maig del 2006. El 25 de gener de 2007 el president israelià Moixé Qatsav va sol·licitar una llicència de tres mesos, i l'1 de juliol d'aquell mateix any va dimitir del seu càrrec. Com que el President de la Kenésset està situat primer en la línia de la successió, Itzik fou Presidenta temporalment. Dàlia Itzik va esdevenir cap de l'estat fins que el President Ximon Peres va assumir el control formalment el 15 de juliol de 2007.